# أرشيبالد إل. لين
أرشيبالد إل. لين (بالإنجليزية: Archibald L. Linn)‏ هو محامي وقاضي وسياسي أمريكي، ولد في 15 أكتوبر 1802 في نيويورك في الولايات المتحدة، وتوفي في 10 أكتوبر 1857 في سكنيكتادي في الولايات المتحدة. حزبياً، نشط في حزب اليمين. وقد انتخب عضو جمعية ولاية نيويورك وانتخب عضو مجلس النواب الأمريكي.